# Hurt Lovers
Hurt Lovers è un singolo del gruppo musicale britannico Blue, pubblicato il 4 gennaio 2013 come secondo estratto dall'album Roulette.

## Descrizione
Hurt Lovers fa parte della colonna sonora del film tedesco Schlussmacher.

## Tracce
Download digitale
1. Hurt Lovers – 3:54
2. Risk It All – 3:43
3. Hurt Lovers (TroyBoi Remix) – 3:57
4. Hurt Lovers (BootSlap's Club Mix) – 6:05
5. Hurt Lovers (Video) – 3:54

Durata totale: 21:33
CD
1. Hurt Lovers – 3:54
2. Risk It All – 3:43

Durata totale: 7:37
CD promo
1. Hurts Lovers (Radio Edit)

## Classifiche
| Classifica (2013) | Posizione massima |
| ----------------- | ----------------- |
| Austria           | 27                |
| Belgio (Fiandre)  | 89                |
| Germania          | 7                 |
| Regno Unito       | 70                |
| Svizzera          | 22                |